# バーダック
バーダックは、鳥山明の漫画『ドラゴンボール』を原作としたアニメ『ドラゴンボールZ』のスピンオフ作品『ドラゴンボールZ たったひとりの最終決戦〜フリーザに挑んだZ戦士 孫悟空の父〜』などに登場する架空のキャラクター。

## 概要
『ドラゴンボール』シリーズ初のスピンオフ作品『ドラゴンボールZ たったひとりの最終決戦〜フリーザに挑んだZ戦士 孫悟空の父〜』にて初登場したオリジナルキャラクターで、ラディッツ、カカロット（孫悟空）兄弟の父。原作では回想シーンで2コマのみ登場する。
原作者である鳥山明は同作について、アニメで印象に残っているエピソードで、劇場版・TVスペシャルの中で一番好きな作品と答えており、「僕だったら絶対描かない話。いい意味で違うドラゴンボールを見ている感じがする」と語っている。バーダックは同作のオリジナルキャラクターだったが、後に原作漫画におけるフリーザの回想シーンで登場した。これは鳥山が本作を見て感動したというのが理由であり、アニメスタッフには事前に連絡はなかったため、キャラクターデザインを担当した中鶴勝祥は「かなり嬉しかった」と語っている。ただし後年の鳥山は、自分がバーダックを登場させたことを覚えていなかった。
名前の由来はゴボウの英語読みであるバードック(Burdock)から。

## 人物像・戦闘力
一人称は「俺」。目つきの鋭さ以外は、独特な髪型などカカロットと瓜二つ。左頬に十字の傷跡がある。性格は粗野で口調も荒く、子供に対する愛情も薄いが、仲間に対する思いは強い。
サイヤ人の最下級戦士の生まれだが、度重なる激戦と死線を潜り抜けてきたことによって、戦闘力は10000前後と、エリート戦士のサイヤ人にも引けをとらず、その勇猛さはサイヤ人の間では有名だった。同じサイヤ人で親友のトーマらが敵わなかったフリーザ軍兵士を一撃で葬り、数十人のフリーザ軍兵士の攻撃をいなして相手の裏をかき同士討ちを誘発させ、瀕死の重傷を負った状態でも拳を振るう精神力など、戦歴に裏付けられた高い戦闘能力を持つ。

## 各作品でのバーダック
『ドラゴンボールZ たったひとりの最終決戦〜フリーザに挑んだZ戦士 孫悟空の父〜』では、トーマたちとともに侵略していたカナッサ星にて、カナッサ星人・トオロの「幻の拳」を受けたことで身につけた予知夢でサイヤ人の行く末を見せられ、フリーザの支配に疑惑を持ちはじめるようになる。そしてサイヤ人を抹殺するべく現れたドドリアたちによって仲間たちは殺され、フリーザの裏切りを確信。滅びゆく運命に逆らうためにフリーザへ単身での決戦を挑む。惑星ベジータに接近するフリーザの宇宙船に向かい、フリーザの部下たちに接近を阻まれながらも奮闘し、やがて姿を現したフリーザに渾身の力を込めたエネルギー弾を飛ばす。しかしフリーザが惑星ベジータに向けて撃ち放ったエネルギーの球体によりバーダックのエネルギー弾はそれにかき消され、自身もなす術もなく飲み込まれた。絶命する直前、二十数年後にカカロット＝孫悟空とフリーザが対峙するという予知夢を見て静かに微笑み、我が子の名前を叫びながら、惑星ベジータと運命をともにした。

『ドラゴンボール エピソード オブ バーダック』では、惑星ベジータの大爆発で起こったタイムスリップに遇い、「惑星プラント」と呼ばれていた頃の惑星ベジータに飛ばされて生存しているIFストーリーが描かれた。偶然村で暴れるチルドの手下を倒したため、英雄として感謝される。行くあてがなく、洞穴でリハビリをしていたが、毎日食事と薬を持ってきてくれるベリーと接するうち、粗野だった性格が次第に穏やかになり、自身の名前を教えた。惑星プラントを征服しようと現れたフリーザの祖先・チルドをフリーザと勘違いしたまま（アニメではチルドの言葉と今の状況からフリーザの祖先であることに気付く描写があった。）戦いを挑む。初めは全く歯が立たなかったが、無力な自身への不甲斐無さと大切な仲間を殺したフリーザへの復讐心や、ベリーを傷つけられたことで超サイヤ人に覚醒し、圧倒し追い詰める。逆上したチルドは惑星プラントを破壊しようとするが、バーダックが放った気功波がそれを押し返し、チルドを宇宙まで吹き飛ばして勝利した。同作の漫画版では『たったひとりの最終決戦』や原作とは異なり、バーダックの戦闘服は破損していない姿で描かれていた。また、アニメにおいては『たったひとりの最終決戦』同様、戦闘服が半壊した状態で登場しており、フリーザの攻撃を受けた際に全壊したが、プラントに渡った時点では戦闘服が破損していない状態になっており、フリーザの攻撃を食らった際に失われた頭に巻かれた血染めの布も、プラントに渡った時点では頭に巻かれた状態になっていた。アニメでは、チルドを倒した後、変身したままで去ったが、漫画で加筆された内容では変身を解いて去っていった。
『銀河パトロール ジャコ』では単行本のおまけマンガとして惑星ベジータ消滅の一ヶ月前を描いた『DRAGONBALL- 放たれた運命の子供』に主役として登場しているが、フリーザの帰還命令に従い惑星ベジータに戻ったり、息子のカカロットを生き延びらせるため宇宙船の丸型ポッドを盗んで乗せ地球へと脱出させて優しい言葉をかけたり、ラディッツがベジータと組んで活動していると知った時は心配したり、カカロットも裸ではなく戦闘服を着た姿で描かれていたりと、テレビスペシャルとは異なるストーリーとなっている。また、原作およびアニメには登場せずベジータやラディッツの口から惑星ベジータ消滅時に死亡したと語られるのみだった妻のギネも登場している。鳥山明によると、その昔バーダックたちと4人のチームを組んで闘ったことがあり、ギネが危機を何度もバーダックに救われ、その頃に恋愛感情が生まれたことが語られている。鳥山の設定では好戦的ではあるが、冷血で単純な思考の他のサイヤ人に比べて冷静な判断力やわずかな人間性も持ち合わせており、サイヤ人にしては珍しく「仲間を救う」という行為で一部の下級戦士たちからは強く慕われている。また、サイヤ人は持って生まれた潜在的な戦闘力で階級が決められ、バーダックは下級戦士としては上位にいるが中級戦士にはなれていない。鳥山は「バーダックはとっくに死んでいるので活躍は過去話でしか見られないでしょう。生き返っても戦闘力が足りないのでちょっと難しい」と語っている。サイヤ人には恋愛や結婚、家族という概念はあまりなく、バーダックとギネは繁殖目的以外でも絆で結ばれた珍しいサイヤ人だが、バーダック、ギネ、ラディッツ、カカロットの家族4人が揃ったことはなく、バーダック自身も自分の兄弟の存在についてよく分っておらず興味もない。

## ゲームでのバーダック
各種ゲームにて様々なIFストーリーが用意されている。
『真武道会2』では未来世界のあの世に住んでいて、あの世にいる孫悟飯（未来）を探しに来た青年悟飯（現代）と鉢合わせし、戦闘となる。だがその後に、同じくあの世に住んでいる悟空（未来）との出会いにより、改めて悟空と悟飯は自分の息子と孫だということに気付き、共に行動する。そして未来悟飯と合流し、彼が抜いたゼットソードから老界王神を復活させ、未来悟飯を復活させた後、復興途上の未来世界で破壊の限りを尽くす魔人ブウを倒すためにパイクーハン（未来）と共に一日だけ復活させるようになる。
『レイジングブラスト』では死後、時空の歪みに巻き込まれて未来へ飛ばされる。一時的に現世に滞在して孫である孫悟飯（青年期）や孫悟天（幼年期）と冥土の土産として手合わせを楽しみ、その後自らの正体を伝えて満足したかのように去っていく。悟飯はバーダックの素性を知らなかったため初めは敵対的な態度をとるが、初めての祖父であるバーダックと戦った悟飯と悟天は、改めて彼との戦いを忘れないことを誓った。
『Sparking!NEO』においては、ラディッツのIFストーリー「運命の兄弟編」にて、ラディッツの夢の中に登場。善に目覚めたラディッツに戦いを通じて活を入れる。
『タッグバーサス』では、「彼がフリーザに殺されなかったら」というもしもの世界を舞台にしている。原作のラディッツと同じ経緯で地球を侵略するが、孫である幼年悟飯にほだされた結果息子一家との同居生活を楽しみ、後に業を煮やして彼を連れ戻しに来たラディッツに「孫をみせろ」と発言する姿を見せる。
アーケードゲーム『ドラゴンボールヒーローズ』では超サイヤ人1に変身したバーダックが登場。『ドラゴンボールZ Sparking!』シリーズでは大猿化すると理性がなくなり、喋らなくなるが『ドラゴンボールヒーローズ』では普通に話せる。息子の孫悟空、孫の孫悟飯と共闘するスペシャルボスミッションも配信された。その後、「邪悪龍ミッション」では超サイヤ人2へ覚醒、「ゴッドミッション」ではトワによって洗脳された仮面のサイヤ人として暗躍し、仮面の呪縛から解放され、超サイヤ人3に変身可能になったのが明らかになったがいずれも経緯が不明である。
『ドラゴンボール ゼノバース』では魔神ドミグラが仕掛けた魔術ワームホールによって未来のナメック星へと飛ばされてしまう。同じく過去へと飛ばされたブロリーが現われ、悟空を守るために主人公（プレイヤー）とともに立ちはだかる。その後、願いを叶えたポルンガによってバーダックたちは地球へと転移。居合わせたベジータの協力によって大猿へと変身を遂げ、主人公と共にブロリーを倒した。
『ドラゴンボール ゼノバース2』では未来悟飯とともにキービジュアルに載るなどクローズアップされており、オープニングでは『たったひとりの最終決戦』でフリーザに挑むシーンがフルCGで流れる。フリーザに殺される直前、トワが彼を攫おうとするが主人公が乱入したことでワームホールが制御できなくなり、別の時代に飛ばれてしまう（『エピソード オブ バーダック』との関係は明示されていない）。その後行方を追っていたトワたちに発見されミラと戦い敗れ、トワに改造と洗脳を施される。そして仮面のサイヤ人として主人公やトランクスの前に幾度も立ちはだかったが、トワたちの本拠地での戦いで主人公に仮面を破壊されて正気に戻り、ミラを自分ごと時の狭間に引きずり込んだ。クリア後、時の卵のレプリカを全て集めるとシークレットイベントとして時の狭間に閉じ込められた後の出来事が明らかとなる。戦闘力で勝るミラを相手に気力と執念で戦い続け超サイヤ人→超サイヤ人2→超サイヤ人3の順に変身し勝利、その後行方不明となる。この敗北はミラに大きな影響を与え、彼が創造主であるトワのコントロールを離れる原因となった。バーダックが超サイヤ人3まで変身できた理由はトワの強化改造によるものと説明されている。
『たったひとりの最終決戦』でフリーザに放ったエネルギー弾は、ゲームで「スピリッツ・オブ・サイヤン」と名づけられた。「ライオットジャベリン」または「ファイナルスピリッツキャノン」のどちらかの名称が使用され、スピリッツオブサイヤンという名前の究極技が別に用意されているゲームもある。

## 家系図
| バーダック | バーダック | バーダック | バーダック | バーダック | バーダック |            |            | ギネ       | ギネ       | ギネ | ギネ | ギネ | ギネ |  |  | 孫悟飯 （育ての親）  | 孫悟飯 （育ての親）  | 孫悟飯 （育ての親）  | 孫悟飯 （育ての親）  | 孫悟飯 （育ての親）  | 孫悟飯 （育ての親）  |  |  | 牛魔王 | 牛魔王 | 牛魔王 | 牛魔王 | 牛魔王 | 牛魔王 |  |  | ミスター・サタン | ミスター・サタン | ミスター・サタン | ミスター・サタン | ミスター・サタン | ミスター・サタン |          |          | ミゲル   | ミゲル   | ミゲル | ミゲル | ミゲル | ミゲル |  |  |  |  |
| バーダック | バーダック | バーダック | バーダック | バーダック | バーダック |            |            | ギネ       | ギネ       | ギネ | ギネ | ギネ | ギネ |  |  | 孫悟飯 （育ての親）  | 孫悟飯 （育ての親）  | 孫悟飯 （育ての親）  | 孫悟飯 （育ての親）  | 孫悟飯 （育ての親）  | 孫悟飯 （育ての親）  |  |  | 牛魔王 | 牛魔王 | 牛魔王 | 牛魔王 | 牛魔王 | 牛魔王 |  |  | ミスター・サタン | ミスター・サタン | ミスター・サタン | ミスター・サタン | ミスター・サタン | ミスター・サタン |          |          | ミゲル   | ミゲル   | ミゲル | ミゲル | ミゲル | ミゲル |  |  |  |  |
|            |            |            |            |            |            |            |            |            |            |      |      |      |      |  |  |                      |                      |                      |                      |                      |                      |  |  |        |        |        |        |        |        |  |  |                  |                  |                  |                  |                  |                  |          |          |          |          |        |        |        |        |  |  |  |  |
|            |            |            |            |            |            |            |            |            |            |      |      |      |      |  |  |                      |                      |                      |                      |                      |                      |  |  |        |        |        |        |        |        |  |  |                  |                  |                  |                  |                  |                  |          |          |          |          |        |        |        |        |  |  |  |  |
|            |            |            |            | ラディッツ | ラディッツ | ラディッツ | ラディッツ | ラディッツ | ラディッツ |      |      |      |      |  |  | 孫悟空（カカロット） | 孫悟空（カカロット） | 孫悟空（カカロット） | 孫悟空（カカロット） | 孫悟空（カカロット） | 孫悟空（カカロット） |  |  | チチ   | チチ   | チチ   | チチ   | チチ   | チチ   |  |  |                  |                  |                  |                  |                  |                  |          |          |          |          |        |        |        |        |  |  |  |  |
|            |            |            |            | ラディッツ | ラディッツ | ラディッツ | ラディッツ | ラディッツ | ラディッツ |      |      |      |      |  |  | 孫悟空（カカロット） | 孫悟空（カカロット） | 孫悟空（カカロット） | 孫悟空（カカロット） | 孫悟空（カカロット） | 孫悟空（カカロット） |  |  | チチ   | チチ   | チチ   | チチ   | チチ   | チチ   |  |  |                  |                  |                  |                  |                  |                  |          |          |          |          |        |        |        |        |  |  |  |  |
|            |            |            |            |            |            |            |            |            |            |      |      |      |      |  |  |                      |                      |                      |                      |                      |                      |  |  |        |        |        |        |        |        |  |  |                  |                  |                  |                  |                  |                  |          |          |          |          |        |        |        |        |  |  |  |  |
|            |            |            |            |            |            |            |            |            |            |      |      |      |      |  |  | 孫悟飯               | 孫悟飯               | 孫悟飯               | 孫悟飯               | 孫悟飯               | 孫悟飯               |  |  | 孫悟天 | 孫悟天 | 孫悟天 | 孫悟天 | 孫悟天 | 孫悟天 |  |  |                  |                  |                  |                  | ビーデル         | ビーデル         | ビーデル | ビーデル | ビーデル | ビーデル |        |        |        |        |  |  |  |  |
|            |            |            |            |            |            |            |            |            |            |      |      |      |      |  |  | 孫悟飯               | 孫悟飯               | 孫悟飯               | 孫悟飯               | 孫悟飯               | 孫悟飯               |  |  | 孫悟天 | 孫悟天 | 孫悟天 | 孫悟天 | 孫悟天 | 孫悟天 |  |  |                  |                  |                  |                  | ビーデル         | ビーデル         | ビーデル | ビーデル | ビーデル | ビーデル |        |        |        |        |  |  |  |  |
|            |            |            |            |            |            |            |            |            |            |      |      |      |      |  |  |                      |                      |                      |                      |                      |                      |  |  |        |        |        |        |        |        |  |  |                  |                  |                  |                  |                  |                  |          |          |          |          |        |        |        |        |  |  |  |  |
|            |            |            |            |            |            |            |            |            |            |      |      |      |      |  |  |                      |                      |                      |                      |                      |                      |  |  |        |        |        |        |        |        |  |  |                  |                  |                  |                  |                  |                  |          |          |          |          |        |        |        |        |  |  |  |  |
|            |            |            |            |            |            |            |            |            |            |      |      |      |      |  |  |                      |                      |                      |                      | パン                 |                      |  |  |        |        |        |        |        |        |  |  |                  |                  |                  |                  |                  |                  |          |          |          |          |        |        |        |        |  |  |  |  |
|            |            |            |            |            |            |            |            |            |            |      |      |      |      |  |  |                      |                      |                      |                      |                      |                      |  |  |        |        |        |        |        |        |  |  |                  |                  |                  |                  |                  |                  |          |          |          |          |        |        |        |        |  |  |  |  |
|            |            |            |            |            |            |            |            |            |            |      |      |      |      |  |  |                      |                      |                      |                      | 3代不明              |                      |  |  |        |        |        |        |        |        |  |  |                  |                  |                  |                  |                  |                  |          |          |          |          |        |        |        |        |  |  |  |  |
|            |            |            |            |            |            |            |            |            |            |      |      |      |      |  |  |                      |                      |                      |                      |                      |                      |  |  |        |        |        |        |        |        |  |  |                  |                  |                  |                  |                  |                  |          |          |          |          |        |        |        |        |  |  |  |  |
|            |            |            |            |            |            |            |            |            |            |      |      |      |      |  |  |                      |                      |                      |                      | 孫悟空Jr.            |                      |  |  |        |        |        |        |        |        |  |  |                  |                  |                  |                  |                  |                  |          |          |          |          |        |        |        |        |  |  |  |  |